# أنبوبيات الأسنان
أُنْبُوبِيَات الأَسْنَان (الاسم العلمي: Tubulidentata) رتبة حيوانات ثديية، تضم خنزير الأرض.